# Scansoriopteryx
Scansoriopteryx è un genere di dinosauro vissuto in Cina nel Giurassico medio, era lungo 30 cm ed è stato descritto da una squadra di paleontologi cinesi nel 2002.
Diverse ricerche hanno indicato questo genere come sinonimo di Epidendrosaurus.
Lo scansoriotterige (Scansoriopteryx heilmanni, il cui nome significa "ala scalatrice di Heilmann") era un piccolo dinosauro vissuto in Cina durante il Giurassico. Conosciuto finora per un solo fossile, è un classico esempio di dinosauro piumato.

## Un dinosauro microscopico
Benché sia parente prossimo degli uccelli, questo dinosauro era molto diverso da essi, eccetto per le piume: aveva ancora denti e zampe da rettile, ma la sua caratteristica più evidente era quella di uno sproporzionato terzo dito con cui si arrampicava sugli alberi. Era anche piccolo, tanto da aggiudicarsi persino il titolo di dinosauro più minuto: con i suoi 12 cm di lunghezza, superava persino i già tanto piccoli Micropachycephalosaurus e Parvicursor.

## Tassonomia
Benché piccolo e poco noto, questo dinosauro pennuto dà il nome a una nuova famiglia di dinosauri, gli Scansoriotterigidi. Sfortunatamente non si conosce l'esatta collocazione sistematica di questo dinosauro. Si pensa comunque che doveva essere affine a un dinosauro molto simile, l'Epidendrosaurus.

## Un dinosauro arboricolo
Forse l'Epidendrosaurus era arboricolo e cacciava insetti sugli alberi, il suo nome significa infatti "lucertola sopra un ramo".

## Parentele
I suoi parenti più stretti sono l'Epidexipteryx e lo Yi qi.

## Planatore
Alcuni studiosi ipotizzano che fosse in grado di planare come Microraptor.